# 東京朝鮮第一初中級学校
東京朝鮮第一初中級学校（とうきょうちょうせんだいいちしょちゅうきゅうがっこう、도꾜조선제1초중급학교）は、東京都荒川区にある学校法人東京朝鮮学園が運営する朝鮮学校。
日本の幼稚園・小学校・中学校相当の教育を行っているが、非一条校であり各種学校である。

## 沿革
- 1945年 - 設立
- 1947年 - 東京第一朝聯初等学園となる
- 1955年 - 東京朝鮮第一初級学校となる
- 1959年 - 中級部を設立し現校名となる
- 1962年 - 吹奏楽部が、第2回東京都吹奏楽コンクール（東京支部大会・中学Aの部）へ出場し2位の成績をおさめる（1位・代表：豊島区立第十中学校、3位：北区立紅葉中学校）[1]。
- 1968年 - 幼稚班設置
- 2014年 - 新校舎完成

## 学科
- 中級部
- 初級部
- 幼稚班

## 生徒数
2023年4月の時点で245人。

## 所在地
- 〒116-0014 東京都荒川区東日暮里3-8-5

最寄り駅は、常磐線三河島駅。

## 著名な出身者
- 朴忠佑 - 在日本朝鮮商工連合会代表、朝鮮民主主義人民共和国最高人民会議代議員。
- 韓勇太 - サッカー選手、U-23朝鮮民主主義人民共和国代表。
- 韓勇岐 - サッカー選手、韓勇太の実弟。